# 黃春洽
黃春洽（越南语：／；1825年—？），越南阮朝官員。

## 生平
黃春洽是河內省懷德府壽昌縣東壽總勇壽村（今河內市還劍郡行鉑坊）人，明命六年（1825年）出生。紹治七年（1847年），黃春洽參加河內場鄉試，並考中舉人。嗣德四年（1851年），考取該科第一甲進士及第第三名探花，授集賢院侍講學士。